# Biały mandaryn
Biały mandaryn. Przygody rodziny polskiej na dalekim Wschodzie – powieść przygodowa dla młodzieży Władysława Umińskiego z 1901 roku (w odcinkach; wydanie książkowe z 1903 roku).

## Historia wydań
Powieść była opublikowana w odcinkach w ilustrowanym magazynie Przyjaciel Dzieci (nr 1-44) w 1901. Doczekała się wydania książkowego w wydawnictwie J. Fiszer w 1903 i drugiego wydania w 1925.

## Fabuła
Powieść przedstawia losy polskiej rodziny emigrantów w trakcie powstania bokserów w Chinach. Inżynierowa Bardzka z dwojgiem dzieci i wychowawcą wyrusza w podróż z Warszawy do swego męża, pracującego przy budowie kolej żelaznej w Chinach. Po podróży parowcem z Hamburga do Tiencinu, znajdują się w ogarniętym zamieszkach kraju; na ratunek wyrusza im ojciec z trójką towarzyszy ("nadzorcami, Wilsonem i Walkerem i wiernym lokajem Li"), którzy po drodze rozgramiają napotkane oddziały chińskie. Rodzina staja się celem "sfantatyzowanych tłumów"; pomocy udzielają jej Japończycy, gdzie pod koniec ksiązki bohaterowie spędzą wakacje.

## Analiza i odbiór
W 1926 r. książkę zrecenzował pozytywnie recenzent podpisujący się jako "H. Ew." dla "Dziennika Bydgoskiego", chwaląc fabułę i opisy egzotycznych miejsc i ich historii, i podsumowując, że "Powyższą książkę nawet starsi chętnie przeczytają".
Krystyna Kuliczkowska w 1953 zuważyła, że fabuła książek Umińskiego, w tym tej pozycji, pokazuje, że ich autor był pozytywnie nastawiony do Japonii.
W 1956 roku Andrzej Lange w Pamiętniku Literackim uznał przedstawienie powstania bokserów przez Umińskiego za "postępowe", pozytywnie odnosząc się do przedstawionej według niej w książce krytyki kapitalizmu i kolonializmu. 